# Le Cheylas
Le Cheylas település Franciaországban, Isère megyében. Lakosainak száma 2372 fő (2022. január 1.). Le Cheylas Pontcharra, Sainte-Marie-d’Alloix, Crêts-en-Belledonne, Saint-Vincent-de-Mercuze, La Buissière és Goncelin községekkel határos.

## Népesség
A település népességének változása:
| Lakosok száma | 1110 | 1311 | 1567 | 2565 | 2665 | 2612 | 2566 | 2528 | 2476 | 2372 |
|               | 1968 | 1982 | 1990 | 2006 | 2013 | 2015 | 2017 | 2019 | 2020 | 2022 |